# Ancylopody
Ancylopody (Ancylopoda) – podrząd wymarłych ssaków nieparzystokopytnych.
Ancylopody występowały od wczesnego eocenu po plejstocen półkuli północnej, a jeden rodzaj — w miocenie na kontynencie afrykańskim. Odkryto formy ancylopodów, u których zamiast kopyt występowały pazury.